# Tangenziale di Lecce
Il sistema stradale noto come tangenziale di Lecce è composto da due strade extraurbane principali che circondano, con un percorso di forma circolare, il comune di Lecce. Le due strade, unite senza soluzione di continuità a formare un anello hanno come denominazione strada statale 694 Tangenziale Ovest di Lecce, gestita da ANAS, e tangenziale Est di Lecce, gestita dal comune di Lecce, la prima ha una lunghezza di 10 km, la seconda di 14 km, formando un anello della lunghezza complessiva di 24 km.
Le strade hanno carreggiate separate, con due corsie per ogni senso di marcia e dispongono di 16 uscite numerate, più qualcuna senza numerazione ufficiale, e di alcune aree di servizio in entrambi i sensi di marcia.
Questa infrastruttura, il cui completamento è avvenuto nel 2007, consente di evitare l'attraversamento dell'abitato di Lecce, potendo procedere sia in senso orario che antiorario. Pur essendo un percorso circolare, la segnaletica stradale installata invita gli automobilisti a seguire il percorso della tangenziale Est per raggiungere la strada statale 16 Adriatica (SS 16) in direzione Maglie e la strada statale 613 Brindisi-Lecce (SS 613) in direzione Brindisi, mentre la tangenziale Ovest è prevista per raggiungere la strada statale 101 Salentina di Gallipoli (SS 101) in direzione Gallipoli.

## Percorso
La tangenziale di Lecce si snoda attorno al centro abitato omonimo, attraversando nel contempo il territorio comunale del capoluogo e quello di alcuni comuni limitrofi.
Secondo l'ordine della numerazione degli svincoli, la tangenziale Est parte dalla strada statale 613 Brindisi-Lecce (SS 613) in direzione nord-est, passando tra la casa circondariale di Borgo San Nicola e Giorgilorio.
Subito dopo la strada curva in direzione sud-est, attraversando zone di campagna dove si incontrano svincoli che conducono alle marine leccesi, tra cui la ex strada statale 543 del Lido di Lecce (SS 543), ora "strada provinciale 364 Lecce-San Cataldo" (SP 364).
Superato questo svincolo la superstrada curva in direzione sud-ovest, e si incontrano gli svincoli che conducono ai comuni del Sud-est leccese. Lo svincolo che segna la fine della tangenziale Est e l'inizio della tangenziale Ovest è quello per la strada statale 16 Adriatica (SS 16), che conduce nella parte meridionale del Salento.
Proseguendo lungo la tangenziale Ovest (ovvero "variante Sud di Lecce" per un piccolo tratto), si arriva allo svincolo della strada statale 101 Salentina di Gallipoli (SS 101) che conduce alla costa jonica.
Gli svincoli successivi portano ai comuni occidentali leccesi e, dopo un attraversamento in galleria, ad altre due strade di grande collegamento: la strada statale 7 ter Salentina (SS 7 ter) in direzione Taranto e di nuovo la strada statale 16 Adriatica (SS 16) lungo il tracciato che conduce a Brindisi attraverso i paesi. Dopo una ventina di chilometri la tangenziale Ovest si allaccia alla tangenziale Est senza soluzione di continuità.

## Tracciato
| Tangenziale di Lecce |                                                                | |      |                          |           |                |
| Tipo                 | Uscita                                                         | Indicazione                                                                                         | km   | Note                     | Provincia | Strada europea |
|                      | A                                                              | Lecce centro Lecce viale Università Tribunale                                                       | 0,0  |                          | LE        | -              |
| B                    | Brindisi-Lecce Brindisi Bari                                   | | 0,0  |                          | LE        | -              |
|                      | -                                                              | Zona PIP                                                                                            | 0,8  | Solo in direzione SS 613 | LE        | -              |
|                      | A                                                              | Borgo San Nicola                                                                                    | 1,5  |                          | LE        | -              |
| B                    | Giorgilorio Chiesa di Santa Maria d'Aurio                      | | 1,5  |                          | LE        | -              |
|                      |                                                                | Lecce via Adriatica Torre Chianca Motorizzazione civile                                             | 2,3  |                          | LE        | -              |
|                      | -                                                              | Area di servizio                                                                                    | 3,3  |                          | LE        | -              |
|                      | A                                                              | Lecce via Giammatteo                                                                                | 4,2  |                          | LE        | -              |
| B                    | Frigole                                                        | | 4,2  |                          | LE        | -              |
|                      |                                                                | Lecce via vecchia Frigole                                                                           | 5,2  |                          | LE        | -              |
|                      |                                                                | Lecce via Fogazzaro San Ligorio                                                                     | 6,4  |                          | LE        | -              |
|                      | -                                                              | Area di servizio                                                                                    | 6,9  |                          | LE        | -              |
|                      | A                                                              | Lecce viale della Libertà Stadio "Via del Mare"                                                     | 7,8  |                          | LE        | -              |
| B                    | SP 364 San Cataldo                                             | | 7,8  |                          | LE        | -              |
|                      | A                                                              | Lecce via della Cavalleria Mercato ortofrutticolo                                                   | 10,0 |                          | LE        | -              |
| B                    | Litoranea San Cataldo Marine leccesi                           | | 10,0 |                          | LE        | -              |
|                      | A                                                              | Lecce San Lazzaro                                                                                   | 10,8 |                          | LE        | -              |
| B                    | Merine Vernole Melendugno                                      | | 10,8 |                          | LE        | -              |
|                      |                                                                | Lecce via Camassa Lizzanello                                                                        | 12,3 |                          | LE        | -              |
|                      | -                                                              | Area di servizio                                                                                    | 12,9 |                          | LE        | -              |
|                      | A                                                              | Lecce centro Castromediano Cavallino                                                                | 13,9 |                          | LE        | -              |
| B                    | Maglie Otranto SP 363 Santa Cesarea Terme Santa Maria di Leuca | | 13,9 |                          | LE        | -              |
|                      | -                                                              | Cavallino Castromediano                                                                             | 14,9 |                          | LE        | -              |
|                      | A                                                              | Lecce centro                                                                                        | 15,8 |                          | LE        | -              |
| B                    | San Cesario di Lecce Galatina Ospedale "Fazzi"                 | | 15,8 |                          | LE        | -              |
|                      | A                                                              | Lecce centro Lecce viale Grassi Lequile                                                             | 17,1 |                          | LE        | -              |
| B                    | Gallipoli Nardò Galatone Lequile San Pietro in Lama            | | 17,1 |                          | LE        | -              |
|                      |                                                                | Lecce via Monteroni Monteroni di Lecce Università Arnesano Leverano Porto Cesareo Torre Inserraglio | 18,9 |                          | LE        | -              |
|                      |                                                                | Lecce via Pellegrino Novoli Villa Convento Campi Salentina Salice Salentino Carmiano                | 22,2 |                          | LE        | -              |
|                      |                                                                | Lecce via Taranto Trepuzzi Surbo Scalo Adriatica Squinzano Campi Salentina Taranto                  | 23,2 |                          | LE        | -              |